# Entionella okayamaensis
Entionella okayamaensis is een pissebed uit de familie Entoniscidae. De wetenschappelijke naam van de soort is voor het eerst geldig gepubliceerd in 1954 door Sueo M. Shiino.